# 한병용
한병용(韓炳容, 1983년 11월 27일 ~ )은 대한민국의 전 축구 선수이자 현재 축구 지도자로 선수로 활동할 당시 포지션은 미드필더였으며 현재 안산 그리너스 코치를 맡고 있다.